# Club Esportiu Montuïri
El Club Esportiu Montuïri (en castellà i oficialment Club Deportivo de Montuiri) va ser un club de futbol situat al poble mallorquí de Montuïri. Es va fundar el 1942, i durant més de setanta anys fou la principal entitat esportiva de la vila, fins que el 2016 va desaparèixer, essent absorbit pel Platges de Calvià el qual en va comprar els drets federatius. Jugava els partits com a local al Camp Municipal es Revolt.

## Història
A la dècada dels 30 al poble existien dos equips separats per raons polítiques. La "Joventut Republicana", d'esquerres, i la "Sala Mariana", de dretes. Solien jugar contra altres equips de les localitats veïnes però mai jugaren entre ells dos.
El CE Montuïri començà a jugar partits el 1942 però no fou fins a la lliga 1946-1947 quan participà per primer cop a una competició oficial acabaren campions de la Tercera Regional.
Els anys 60 estan marcats pel campionat de Segona Regional el 1964 i la compra del camp de futbol per part de l'ajuntament el 1968 que el cedí per 25 anys al club.
El 1985 assolí l'ascens a Tercera Divisió Nacional però perdé la categoria deu anys després, el 1995. Precisament a la temporada 1993/94 assolí la seva millor classificació essent tercer i jugà la promoció per ascendir a Segona Divisió B al grup C1 on es trobaven entre altres equips el CE Europa. Tornà a la màxima categoria balear el 2000 on actualment milita.
El 2011 firmà un acord amb l'Atlètic Balears, amb el qual es converteix amb filial d'aquest.
A la temporada 2011/2012 de la mà d'Oscar Troya, aconseguí passar la primera fase d'accens a la Segona Divisió B però quedà eliminat per l'Atlético Sanluqueño.
Cada mes d'agost organitza el Torneig de sa Llum, una de les competicions més importants de futbol base de Mallorca.
A l'escut s'hi pot llegir el lema Unguibus et rostro (amb ungles i bec).
La darrera temporada de la seva història, la 2015/16, la va disputar com a Montuïri-Soledat, arran de la fusió entre l'equip montuïrer i l'Atlètic Soledat (equip successor del també desaparegut CD Soledat). L'equip tenia molts de deutes i hom en temia la desaparició, motiu pel qual es va dur a terme la fusió. Amb tot, l'estratègia no va funcionar i el club desaparegué la temporada següent, absorbit pel CF Platges de Calvià. Actualment, la vila de Montuïri està representada per l'Athletic Montuïri, equip fundat l'any 2014 arran de les desavinences que hi havia dins un sector de l'afició amb el club entorn de la crisi que acabaria per fer desaparèixer el CE Montuïri.

## Equip temporada 2011/12
- Porters: Octavi, Victor Ros.
- Defenses: Manresa, Jaume Mateu, Alvaro, Maties, Gurrionero, Pere Fuster.
- Migcampistes: Emilio, Nene, Nando, Jurado, Cristian, Joan Campomar, Manu.
- Davanters: Ivo, Edu Moral, Juanan Sanpedro, Pere Servera.

## Dades del club
- Temporades a 3a: 19

### Historial en la liga
| Temporada | Categoria | Lloc |
| --------- | --------- | ---- |
| 1985/86   | 3a        | 14è  |
| 1986/87   | 3a        | 18è  |
| 1987-93   | Regional  | —    |
| 1993/94   | 3a        | 3r   |
| 1994/95   | 3a        | 18è  |
| 1995-00   | Regional  | —    |
| 2000/01   | 3a        | 13è  |
| 2001/02   | 3a        | 10è  |
| 2002/03   | 3a        | 15è  |
| 2003/04   | 3a        | 7è   |

| Temporada | Categoria | Lloc |
| --------- | --------- | ---- |
| 2004/05   | 3a        | 12è  |
| 2005/06   | 3a        | 6è   |
| 2006/07   | 3a        | 17è  |
| 2007/08   | 3a        | 15è  |
| 2008/09   | 3a        | 8è   |
| 2009/10   | 3a        | 11è  |
| 2010/11   | 3a        | 12è  |
| 2011/12   | 3a        | 4t   |
| 2012/13   | 3a        | 13è  |
| 2013/14   | 3a        | 17è  |
| 2014/15   | 3a        | 11è  |